# Station Nogent-sur-Marne
Saint-Maur - Créteil is een spoorwegstation gelegen in de Franse gemeente Nogent-sur-Marne en het departement van Val-de-Marne

## Geschiedenis
Het station is geopend in 1859. Op 14 december 1969 werd het pas onderdeel van RER

## Het station
Het station is onderdeel van het RER-netwerk (Lijn A) en is eigendom van het Parijse vervoersbedrijf RATP. Voor Passe Navigo gebruikers ligt het station in zone 3 en het ligt aan RER-tak A2 tussen Val de Fontenay en Boissy-Saint-Léger

## Dichtstbijzijnde punten
- le Bois de Vincennes
- Pavillon Baltard

## Overstapmogelijkheid
Er is een overstap mogelijk tussen RER en een aantal buslijnen
- RATP
  - vijf buslijnen

- Noctilien
  - één buslijn

## Vorig en volgend station
| Richting                 | Vorig station      | Lijn  | Volgend station   | Richting              |
| ------------------------ | ------------------ | ----- | ----------------- | --------------------- |
| Saint-Germain-en-Laye A1 | Fontenay-sous-Bois | RER A | Joinville-le-Pont | Boissy-Saint-Léger A2 |